# Gouden Pier Kloeffe
Gouden Pier Kloeffe is een Belgisch bier van hoge gisting.
Het bier wordt gebrouwen in opdracht van bierfirma Slaapmutske in De Proefbrouwerij te Hijfte.
Het is een goudblond bier, type tripel met een alcoholpercentage van 8,1%. Het bier is gebrouwen naar een origineel recept van De orde van Pier Kloeffe en vernoemd naar een visser Pier Kloeffe (Petrus Decreton, 1853-1939), wiens standbeeld in de duinen aan het strand van De Panne staat.